# Liste der ehemaligen gemeindefreien Gebiete in Bayern
Die Liste der ehemaligen gemeindefreien Gebiete in Bayern enthält alle aufgelösten gemeindefreien Gebiete in Bayern. Diese Auflösungen erfolgen ab und zu durch Eingliederung in eine oder mehrere benachbarte Gemeinden, wobei die Gemeindegrenzen oft neu festgelegt werden. Außerdem soll mit diesem Artikel die Liste der gemeindefreien Gebiete in Bayern nur noch die bestehenden gemeindefreien Gebiete enthalten.

## Liste
Am 1. Januar 1990 existierten 283 gemeindefreie Gebiete in 49 der 71 bayerischen Landkreise. In 33 Landkreisen wurden seither 118 gemeindefreie Gebiete aufgelöst, in sieben Landkreisen davon (Altötting, Forchheim, Haßberge, Kulmbach, Neumarkt in der Oberpfalz, Rottal-Inn und Tirschenreuth) gibt es seither keine gemeindefreien Gebiete mehr. (Stand: 1. Januar 2025)
Die Liste erhebt keinen Anspruch auf Vollständigkeit.
| Regierungsbezirk | Landkreis                             | Gemeindefreies Gebiet                              | Fläche in km² | Auflösungsdatum      | Eingegliedert in                                                                                  | Anmerkungen |
| ---------------- | ------------------------------------- | -------------------------------------------------- | ------------- | -------------------- | ------------------------------------------------------------------------------------------------- | --- |
| Mittelfranken    | Landkreis Ansbach                     | Schalkhausen                                       |               | 1. Juli 1972         | kreisfreie Stadt Ansbach                                                                          | [ 1 ] |
| Mittelfranken    | Landkreis Erlangen-Höchstadt          | Klosterwald                                        |               | 1. Juli 1972         | kreisfreie Stadt Erlangen                                                                         | gehörte zum Landkreis Erlangen                                                                                     |
| Mittelfranken    | Landkreis Erlangen-Höchstadt          | Mönau                                              |               | 1. Juli 1972         | kreisfreie Stadt Erlangen                                                                         | gehörte zum Landkreis Höchstadt an der Aisch                                                                       |
| Mittelfranken    | Landkreis Nürnberger Land             | Hartenstein                                        | 1,9559        | 1. Januar 2008       | Gemeinde Hartenstein                                                                              | |
| Mittelfranken    | Landkreis Nürnberger Land             | Wildenfelser Wald                                  |               | nach 1971            |                                                                                                   | gehörte bis 1972 zum Landkreis Forchheim                                                                           |
| Mittelfranken    | Landkreis Roth                        | Eibacher Forst                                     |               | 1. Juli 1972         | kreisfreie Stadt Nürnberg                                                                         | gehörte zum Landkreis Schwabach                                                                                    |
| Mittelfranken    | Landkreis Roth                        | Brünst                                             |               | 1. Juli 1972         | kreisfreie Stadt Schwabach                                                                        | gehörte zum Landkreis Schwabach                                                                                    |
| Mittelfranken    | Landkreis Weißenburg-Gunzenhausen     | Cronheimer Wald                                    | 1,0091        | 1. Januar 1967       | Cronheim                                                                                          | |
| Mittelfranken    | Landkreis Weißenburg-Gunzenhausen     | Gräfensteinberger Wald                             |               | 1. Januar 1979       |                                                                                                   | |
| Mittelfranken    | Landkreis Weißenburg-Gunzenhausen     | Grottenhof                                         |               | 23. Mai 1973         |                                                                                                   | |
| Mittelfranken    | Landkreis Weißenburg-Gunzenhausen     | Haundorfer Wald                                    |               | 1. Januar 1977       |                                                                                                   | |
| Mittelfranken    | Landkreis Weißenburg-Gunzenhausen     | Mönchswald                                         |               | 1. Januar 1977       |                                                                                                   | |
| Mittelfranken    | Landkreis Weißenburg-Gunzenhausen     | Mühlberg                                           |               | vor 1990             |                                                                                                   | |
| Mittelfranken    | Landkreis Weißenburg-Gunzenhausen     | Oberholz                                           |               | vor 1990             |                                                                                                   | |
| Mittelfranken    | Landkreis Weißenburg-Gunzenhausen     | Patrich                                            |               | vor 1990             |                                                                                                   | |
| Mittelfranken    | Landkreis Weißenburg-Gunzenhausen     | Raitenbucher Forst                                 |               | 1. Januar 1971       | Raitenbuch, Burgsalach                                                                            | |
| Mittelfranken    | Landkreis Weißenburg-Gunzenhausen     | Schwarzleite                                       |               | vor 1990             |                                                                                                   | |
| Mittelfranken    | Landkreis Weißenburg-Gunzenhausen     | Weißenberg                                         |               | vor 1990             |                                                                                                   | |
| Niederbayern     | Landkreis Deggendorf                  | Forsthart                                          |               | nach 1971            |                                                                                                   | gehörte bis 1972 zum Landkreis Vilshofen                                                                           |
| Niederbayern     | Landkreis Deggendorf                  | Krackl u. Vogelsang                                | 1,7007        | 1. Januar 1988       | Gemeinde Bernried                                                                                 | [ 2 ] [ 3 ] |
| Niederbayern     | Landkreis Deggendorf                  | Leopoldshochwald                                   | 4,5466 1      |                      |                                                                                                   | |
| Niederbayern     | Landkreis Deggendorf                  | Neumairing                                         | 0,6868        | 1. Januar 1988       | Gemeinde Künzing                                                                                  | gehörte bis 1972 zum Landkreis Vilshofen                                                                           |
| Niederbayern     | Landkreis Deggendorf                  | Winterleite                                        |               | 1. Juli 1964         | Gemeinde Greising                                                                                 | |
| Niederbayern     | Landkreis Freyung-Grafenau            | Forstöd                                            | 2,2624        | 1. Januar 1973       | Gemeinde Saldenburg                                                                               | |
| Niederbayern     | Landkreis Freyung-Grafenau            | Klingenbrunner Wald                                | 6,62          | 1. Januar 2014       | Gemeinde Spiegelau                                                                                | |
| Niederbayern     | Landkreis Freyung-Grafenau            | Sonnenwald                                         | 3,66          | 1. April 2013        | Gemeinden Schöfweg und Zenting                                                                    | |
| Niederbayern     | Landkreis Kelheim                     | Einwald                                            | 5,9122        |                      | Gemeinde Ihrlerstein                                                                              | |
| Niederbayern     | Landkreis Kelheim                     | Hexenaggerholz                                     |               | nach 1971            | Stadt Riedenburg                                                                                  | gehörte bis 1972 zum Landkreis Riedenburg                                                                          |
| Niederbayern     | Landkreis Kelheim                     | Hienheimer Forst                                   | 23,54         | 1. Januar 2022       | Stadt Kelheim                                                                                     | |
| Niederbayern     | Landkreis Kelheim                     | Paintner Forst                                     | 10,23         | 1. Januar 2013       | Markt Painten                                                                                     | gehörte bis 1972 zum Landkreis Parsberg                                                                            |
| Niederbayern     | Landkreis Kelheim                     | Randecker Wald                                     | 7,8774 1      |                      |                                                                                                   | |
| Niederbayern     | Landkreis Kelheim                     | Ringberg                                           | 1,8595 1      |                      |                                                                                                   | |
| Niederbayern     | Landkreis Landshut                    | Drachstall                                         | 0,9405        | nach 1971            |                                                                                                   | gehörte bis 1972 zum Landkreis Rottenburg an der Laaber                                                            |
| Niederbayern     | Landkreis Landshut                    | Gallusbucher Forst                                 | 0,7925        |                      |                                                                                                   | |
| Niederbayern     | Landkreis Landshut                    | Liebenau                                           | 2,6196 1      | 1. Juli 1972         | kreisfreie Stadt Landshut                                                                         | [ 1 ] |
| Niederbayern     | Landkreis Landshut                    | Niederhornbach                                     | 2,0697 1      |                      |                                                                                                   | |
| Niederbayern     | Landkreis Landshut                    | Untere Au                                          | 1,3558        | 1. Januar 1982       | kreisfreie Stadt Landshut Teile wurden bereits 1972 nach Landshut eingemeindet                    | |
| Niederbayern     | Landkreis Landshut                    | Westen                                             | 2,9707 1      | nach 1971            |                                                                                                   | gehörte bis 1972 zum Landkreis Rottenburg an der Laaber                                                            |
| Niederbayern     | Landkreis Passau                      | Forsthart                                          | 5,3509 1      |                      |                                                                                                   | |
| Niederbayern     | Landkreis Passau                      | Grünleithe                                         | 0,0422        | 1. Januar 1973       | Stadt Griesbach im Rottal                                                                         | |
| Niederbayern     | Landkreis Passau                      | Neumairing                                         | 0,6860 1      |                      |                                                                                                   | |
| Niederbayern     | Landkreis Passau                      | Steinkart                                          | 3,2758        | 1. Januar 1990       | Stadt Griesbach im Rottal und Gemeinde Haarbach                                                   | [ 2 ] [ 3 ] |
| Niederbayern     | Landkreis Regen                       | Achslach                                           | 4,3829        | 1. Januar 1986       | Gemeinde Achslach                                                                                 | [ 2 ] [ 3 ] |
| Niederbayern     | Landkreis Regen                       | Auerkieler Wald                                    | 1,6771 1      |                      |                                                                                                   | |
| Niederbayern     | Landkreis Regen                       | Bodenmaiser Wald                                   | 22,8522 1     |                      |                                                                                                   | |
| Niederbayern     | Landkreis Regen                       | Brandtner Grenzwald                                | 4,3711        |                      |                                                                                                   | |
| Niederbayern     | Landkreis Regen                       | Drachselsrieder Forst                              | 11,7046 1     |                      |                                                                                                   | |
| Niederbayern     | Landkreis Regen                       | Frauenauer Wald                                    | 1,1117 1      |                      |                                                                                                   | |
| Niederbayern     | Landkreis Regen                       | Klautzenbacher Wald u. Hennenkobel                 | 5,9259        |                      |                                                                                                   | |
| Niederbayern     | Landkreis Regen                       | Langdorfer Wald                                    | 1,0189        |                      |                                                                                                   | |
| Niederbayern     | Landkreis Regen                       | Zwieslerwaldhaus                                   | 65,7231 1     |                      |                                                                                                   | |
| Niederbayern     | Landkreis Rottal-Inn                  | Grafenwald                                         | 4,5230 1      |                      |                                                                                                   | |
| Niederbayern     | Landkreis Rottal-Inn                  | Hart                                               | 2,4579 1      | 1. Februar 1995      | Gemeinden Julbach und Kirchdorf am Inn                                                            | |
| Niederbayern     | Landkreis Rottal-Inn                  | Riedenburger Wald                                  | 3,1588 1      |                      |                                                                                                   | |
| Niederbayern     | Landkreis Rottal-Inn                  | Wintersteig                                        | 2,5022 1      | 1. Februar 1995      | Gemeinden Julbach und Kirchdorf am Inn                                                            | |
| Niederbayern     | Landkreis Straubing-Bogen             | Böbracher Staatswald                               | 2,06          | 1. Januar 1987       | Markt Schwarzach und Gemeinde Bernried im Landkreis Deggendorf                                    | |
| Niederbayern     | Landkreis Straubing-Bogen             | Ellenbach                                          | 2,2660 1      |                      |                                                                                                   | |
| Niederbayern     | Landkreis Straubing-Bogen             | Hainsbacher Forst                                  | 5,0015 1      |                      |                                                                                                   | |
| Niederbayern     | Landkreis Straubing-Bogen             | Hayforst                                           | 7,6114 1      |                      |                                                                                                   | |
| Niederbayern     | Landkreis Straubing-Bogen             | Schwarzacher Hochwald                              | 4,28          | 1. Januar 1987       | Markt Schwarzach                                                                                  | |
| Niederbayern     | Landkreis Straubing-Bogen             | Waxenberger Forst-Ost                              | 11,52         | 1. Januar 1986       | Gemeinden Wiesenfelden und Kirchroth                                                              | entstand 1972 durch Teilung des Waxenberger Forsts                                                                 |
| Oberbayern       | Landkreis Altötting                   | Altöttinger Forst                                  | 13,1884       | 1. Januar 1998       | Altötting                                                                                         | |
| Oberbayern       | Landkreis Altötting                   | Altöttinger Forst                                  | 13,1884       | 1. Januar 1998       | Burgkirchen a.d.Alz                                                                               | |
| Oberbayern       | Landkreis Altötting                   | Altöttinger Forst                                  | 13,1884       | 1. Januar 1998       | Emmerting                                                                                         | |
| Oberbayern       | Landkreis Altötting                   | Altöttinger Forst                                  | 13,1884       | 1. Januar 1998       | Kastl                                                                                             | |
| Oberbayern       | Landkreis Altötting                   | Alzgerner Forst                                    | 14,5324       | 1. Januar 2001       | Emmerting                                                                                         | |
| Oberbayern       | Landkreis Altötting                   | Alzgerner Forst                                    | 14,5324       | 1. Januar 2001       | Neuötting                                                                                         | |
| Oberbayern       | Landkreis Altötting                   | Daxenthaler Forst                                  | 12,7152       | 1. Januar 2001       | Marktl, Haiming                                                                                   | |
| Oberbayern       | Landkreis Altötting                   | Holzfelder Forst                                   | 8,3999        | 1. Januar 2001       | Mehring, Emmerting, Burghausen                                                                    | |
| Oberbayern       | Landkreis Bad Tölz-Wolfratshausen     | Jachenau                                           | 114,96        | 1. Januar 1970       | Jachenau                                                                                          | |
| Oberbayern       | Landkreis Berchtesgadener Land        | Berchtesgadener Bürgerwald                         | 2,6090        | 1. Juli 1982         | Gemeinden Bischofswiesen und Ramsau bei Berchtesgaden                                             | |
| Oberbayern       | Landkreis Berchtesgadener Land        | Bischofswiesener Forst                             | 29,4591       | 1. Januar 2010       | Markt Berchtesgaden, Gemeinden Bayerisch Gmain und Bischofswiesen                                 | |
| Oberbayern       | Landkreis Berchtesgadener Land        | Forst Hintersee                                    | 34,8932       | 1. Januar 1984       | Gemeinde Ramsau bei Berchtesgaden                                                                 | |
| Oberbayern       | Landkreis Berchtesgadener Land        | Forst Königssee                                    | 48,8388       | 1. Januar 1984       | Gemeinde Schönau am Königssee                                                                     | |
| Oberbayern       | Landkreis Berchtesgadener Land        | Forst Sankt Bartholomä                             | 64,9773       | 1. Januar 1984       | Gemeinde Schönau am Königssee                                                                     | |
| Oberbayern       | Landkreis Berchtesgadener Land        | Forst Sankt Zeno                                   | 12,2648       | 1. Januar 2011       | Stadt Bad Reichenhall und Gemeinde Schneizlreuth                                                  | |
| Oberbayern       | Landkreis Berchtesgadener Land        | Forst Taubensee                                    | 7,5478        | 1. Januar 1984       | Gemeinde Ramsau bei Berchtesgaden                                                                 | |
| Oberbayern       | Landkreis Berchtesgadener Land        | Jettenberger Forst                                 | 29,6327       | 1. Januar 1984       | Gemeinden Ramsau bei Berchtesgaden und Schneizlreuth                                              | |
| Oberbayern       | Landkreis Berchtesgadener Land        | Karlsteiner Forst                                  | 21,6879       | 1. Januar 1978?      | Stadt Bad Reichenhall (Karlstein (Bad Reichenhall)) und Gemeinde Schneizlreuth                    | |
| Oberbayern       | Landkreis Berchtesgadener Land        | Kirchholz                                          | 1,5529        | 1. Januar 1981       | Stadt Bad Reichenhall und Gemeinde Bayerisch Gmain                                                | RABl v. 13.10.1980                                                                                                 |
| Oberbayern       | Landkreis Berchtesgadener Land        | Ramsauer Forst                                     | 56,8589       | 1. Januar 1984       | Gemeinde Ramsau bei Berchtesgaden                                                                 | |
| Oberbayern       | Landkreis Berchtesgadener Land        | Saalachauen                                        |               | 1. Januar 1979       |                                                                                                   | Landschaftsschutzgebiet: Städte Freilassing und Bad Reichenhall sowie Gemeinde Piding                              |
| Oberbayern       | Landkreis Berchtesgadener Land        | Schwarzenberg und Teisenberg                       |               | nach 1971            |                                                                                                   | gehörte bis 1972 zum Landkreis Laufen                                                                              |
| Oberbayern       | Landkreis Berchtesgadener Land        | Staufenecker Forst                                 | 13,9486       | 1. Juli 1982         | Gemeinde Anger                                                                                    | Reg. v. OB v. 1. März 1982, RABl Nr. 4 v. 19. März 1982, S. 25                                                     |
| Oberbayern       | Landkreis Berchtesgadener Land        | Weißbacher Forst                                   | 28,6634       | 1. Januar 1978       | Gemeinde Schneizlreuth                                                                            | |
| Oberbayern       | Landkreis Berchtesgadener Land        | Wiedmais (Laufen)                                  |               | nach 1971            |                                                                                                   | gehörte bis 1972 zum Landkreis Laufen                                                                              |
| Oberbayern       | Landkreis Eichstätt                   | Köschinger Forst                                   |               | nach 1971            |                                                                                                   | gehörte bis 1972 zum Landkreis Ingolstadt                                                                          |
| Oberbayern       | Landkreis Erding                      | Sollacher Forst                                    |               | nach 1971            |                                                                                                   | gehörte bis 1972 zum Landkreis Wasserburg am Inn                                                                   |
| Oberbayern       | Landkreis Erding                      | Tann                                               |               | nach 1971            |                                                                                                   | gehörte bis 1972 zum Landkreis Wasserburg am Inn                                                                   |
| Oberbayern       | Landkreis Fürstenfeldbruck            | Schöngeisinger Forst                               |               | 1. Januar 1987       | Stadt Fürstenfeldbruck, Gemeinden Grafrath, Landsberied und Schöngeising                          | |
| Oberbayern       | Landkreis Garmisch-Partenkirchen      | Unterammergauer Forst                              | 14,701        | 1. Januar 1994       | Gemeinde Saulgrub                                                                                 | |
| Oberbayern       | Landkreis Landsberg am Lech           | Kingwald                                           |               | nach 1971            |                                                                                                   | gehörte bis 1972 zum Landkreis Kaufbeuren                                                                          |
| Oberbayern       | Landkreis Landsberg am Lech           | Rotwald                                            |               | 1. Januar 1987       | Gemeinde Denklingen                                                                               | gehörte bis 1972 zum Landkreis Kaufbeuren                                                                          |
| Oberbayern       | Landkreis Landsberg am Lech           | Stellerwald                                        |               | 1. Januar 1986       | Gemeinde Denklingen                                                                               | gehörte bis 1972 zum Landkreis Kaufbeuren                                                                          |
| Oberbayern       | Landkreis Miesbach                    | Hofoldinger Forst                                  | 27,23         | 1. Januar 2011       | Gemeinden Otterfing und Valley                                                                    | aus dem Landkreis München                                                                                          |
| Oberbayern       | Landkreis Mühldorf am Inn             | Großhaager Forst                                   |               | nach 1971            |                                                                                                   | gehörte bis 1972 zum Landkreis Wasserburg am Inn                                                                   |
| Oberbayern       | Landkreis München                     | Deisenhofener Forst                                | 11,83         | 1. Januar 2010       | Gemeinden Oberhaching und Sauerlach                                                               | gehörte bis 1972 teilweise zum Landkreis Wolfratshausen                                                            |
| Oberbayern       | Landkreis München                     | Forst Kasten                                       | 5,9028        | 1. Januar 2002       | Gemeinden Neuried und Planegg                                                                     | |
| Oberbayern       | Landkreis München                     | Hofoldinger Forst                                  | 27,23         | 1. Januar 2011       | Gemeinden Aying, Brunnthal und Sauerlach                                                          | Teile gingen auch in den Landkreis Miesbach gehörte bis 1972 teilweise zum Landkreis Bad Aibling                   |
| Oberbayern       | Landkreis München                     | Höhenkirchner Forst                                | 14,3189       | 1. Januar 2011       | Gemeinden Aying, Grasbrunn, Höhenkirchen-Siegertsbrunn und Hohenbrunn                             | |
| Oberbayern       | Landkreis Rosenheim                   | Madau                                              | 0,3425        | nach 1973            | Gemeinde Bruckmühl                                                                                | |
| Oberbayern       | Landkreis Starnberg                   | Unterbrunn                                         | 5,2868        | 1. Januar 2011       | Gemeinde Gauting und Stadt Starnberg                                                              | |
| Oberbayern       | Landkreis Starnberg                   | Wadlhauser Gräben                                  | 4,2805        | 1. Januar 1993       | Gemeinde Berg                                                                                     | gehörte bis 1972 zum Landkreis Wolfratshausen                                                                      |
| Oberbayern       | Landkreis Traunstein                  | Chiemseemöser                                      | 4,8182        | 1. Januar 1987       | Markt Grassau, Gemeinden Übersee und Bernau am Chiemsee (Landkreis Rosenheim)                     | |
| Oberbayern       | Landkreis Traunstein                  | Kachelstein und Baumburger Wald                    | 4,8182        | 1. Januar 1995       | Gemeinden Siegsdorf und Inzell                                                                    | |
| Oberbayern       | Landkreis Traunstein                  | Schönramer Filz                                    |               | nach 1971            |                                                                                                   | gehörte bis 1972 zum Landkreis Laufen                                                                              |
| Oberfranken      | Landkreis Bamberg                     | Bruderwald                                         |               | 1. Juli 1972         | kreisfreie Stadt Bamberg                                                                          | [ 1 ] |
| Oberfranken      | Landkreis Bamberg                     | Burgwindheimer Forst                               | 3,2635        |                      | Burgwindheim                                                                                      | |
| Oberfranken      | Landkreis Bamberg                     | Daschendorfer Forst                                | 7,0326        | 1. Januar 2001       | Baunach, Rattelsdorf, Reckendorf                                                                  | |
| Oberfranken      | Landkreis Bamberg                     | Lußberger Forst                                    | 7,3819        | 1. Januar 2001       | Baunach Gerach Reckendorf                                                                         | |
| Oberfranken      | Landkreis Bamberg                     | Stiefenberg                                        |               | nach 1971            | Baunach                                                                                           | gehörte bis 1972 zum Landkreis Ebern                                                                               |
| Oberfranken      | Landkreis Bayreuth                    | Creußener Hagenreuth                               | 2,1284        | nach 1997            |                                                                                                   | bestand im September 1997 noch                                                                                     |
| Oberfranken      | Landkreis Bayreuth                    | Forst Thiergarten                                  | 6,2995        | 1. Januar 2005       | Gemeinden Creußen, Emtmannsberg und Haag                                                          | |
| Oberfranken      | Landkreis Bayreuth                    | Goldkronacher Forst                                | 18,02         | 1. Januar 2019       | Städte Bad Berneck im Fichtelgebirge und Goldkronach sowie Gemeinde Warmensteinach                | |
| Oberfranken      | Landkreis Bayreuth                    | Heinersreuther Forst                               | 5,88          | 1. Juni 2023         | Markt Schnabelwaid und Gemeinde Prebitz                                                           | aus dem Landkreis Neustadt an der Waldnaab im Regierungsbezirk Oberpfalz                                           |
| Oberfranken      | Landkreis Bayreuth                    | Langweiler Wald                                    | 4,52          | 1. März 2020         | Stadt Waischenfeld sowie Gemeinden Ahorntal und Mistelgau                                         | |
| Oberfranken      | Landkreis Bayreuth                    | Lindenhardter Forst-Nordwest                       | 8,31          | 1. Januar 2020       | Stadt Creußen sowie Gemeinden Gesees, Haag und Hummeltal                                          | |
| Oberfranken      | Landkreis Bayreuth                    | Lindenhardter Forst-Südost                         | 2,72          | 1. Januar 2020       | Stadt Creußen                                                                                     | |
| Oberfranken      | Landkreis Bayreuth                    | Löhlitzer Wald                                     | 2,6510        | 1. September 2010    | Stadt Waischenfeld, Gemeinde Mistelgau                                                            | gehörte bis 1972 zum Landkreis Ebermannstadt                                                                       |
| Oberfranken      | Landkreis Bayreuth                    | Seybothenreuther Forst                             | 3,7347        | nach 1997            |                                                                                                   | bestand im September 1997 noch                                                                                     |
| Oberfranken      | Landkreis Bayreuth                    | Sophienthaler Forst                                | 14,2276       | nach 1997            |                                                                                                   | bestand im September 1997 noch                                                                                     |
| Oberfranken      | Landkreis Bayreuth                    | Südlicher Hochwald                                 | 6,0066        | nach 1994            |                                                                                                   | bestand im Februar 1995 noch                                                                                       |
| Oberfranken      | Landkreis Bayreuth                    | Warmensteinacher Forst-Süd                         | 5,6277        | 1. Januar 2001       | Gemeinde Warmensteinach                                                                           | |
| Oberfranken      | Landkreis Coburg                      | Callenberger Forst-Ost                             | 4,0849        | 1. Januar 1998       |                                                                                                   | bestand im September 1997 noch                                                                                     |
| Oberfranken      | Landkreis Coburg                      | Gellnhausen                                        | 2,8           | 1. Januar 2025       | Stadt Bad Rodach                                                                                  | |
| Oberfranken      | Landkreis Forchheim                   | Untere Mark                                        | 17,0851       | 1. Januar 1998       | Forchheim, Hallerndorf, Hausen, Heroldsbach                                                       | |
| Oberfranken      | Landkreis Hof                         | Gerlaser Forst                                     | 5,83          | 1. Januar 2025       | Markt Bad Steben                                                                                  | |
| Oberfranken      | Landkreis Hof                         | Rehauer Forst                                      |               | nach 1971            |                                                                                                   | gehörte bis 1972 zum Landkreis Rehau                                                                               |
| Oberfranken      | Landkreis Hof                         | Sparnecker Forst                                   |               | 1. Januar 1992       | Märkte Sparneck und Zell                                                                          | |
| Oberfranken      | Landkreis Kronach                     | Eppenberg und Lehen                                | 2,9348        | nach 1997            |                                                                                                   | bestand im September 1997 noch                                                                                     |
| Oberfranken      | Landkreis Kronach                     | Ködelseite                                         |               | 1. Januar 1991       | Markt Steinwiesen                                                                                 | |
| Oberfranken      | Landkreis Kronach                     | Leutendorfer Forst                                 |               | nach 1971            |                                                                                                   | gehörte bis 1972 zum Landkreis Coburg                                                                              |
| Oberfranken      | Landkreis Kronach                     | Oberer und Unterer Wald                            |               | 1. Januar 1995       | Markt Steinwiesen                                                                                 | |
| Oberfranken      | Landkreis Kronach                     | Steinberg                                          | 1,4818        | nach 1997            |                                                                                                   | bestand im September 1997 noch                                                                                     |
| Oberfranken      | Landkreis Kronach                     | Tschirn                                            | 11,6138       | nach 1997            |                                                                                                   | bestand im September 1997 noch                                                                                     |
| Oberfranken      | Landkreis Kulmbach                    | Limmersdorfer Forst                                |               | 1. Januar 1995       | Gemeinde Neudrossenfeld und Markt Thurnau                                                         | |
| Oberfranken      | Landkreis Kulmbach                    | Rodecker Forst-West                                | 2,7123        | nach 1997            |                                                                                                   | bestand im September 1997 noch                                                                                     |
| Oberfranken      | Landkreis Lichtenfels                 | Banzer Wald                                        |               | nach 1971            |                                                                                                   | gehörte bis 1972 zum Landkreis Staffelstein                                                                        |
| Oberfranken      | Landkreis Lichtenfels                 | Langheim                                           | 15,2668       | 1. Januar 1989       | Lichtenfels (14,8957 km²) und Bad Staffelstein (0,3711 km²)                                       | |
| Oberfranken      | Landkreis Lichtenfels                 | Mainecker Forst                                    | 14,9659       | 1. Januar 2000       | Weismain (9,1042 km²), Altenkunstadt (3,9626 km²), Mainleus (1,8992 km²)                          | |
| Oberfranken      | Landkreis Wunsiedel im Fichtelgebirge | Arzberger Forst                                    | 16,3009       | 1. Januar 1995       | Stadt Arzberg und Markt Schirnding                                                                | |
| Oberfranken      | Landkreis Wunsiedel im Fichtelgebirge | Hallersteiner Forst-Nordost                        | 2,2412        | nach 1994            |                                                                                                   | bestand im Februar 1995 noch                                                                                       |
| Oberfranken      | Landkreis Wunsiedel im Fichtelgebirge | Hohenberger Forst                                  | 13,91         | 1. April 2013        | Städte Hohenberg an der Eger und Selb sowie Markt Thiersheim                                      | |
| Oberfranken      | Landkreis Wunsiedel im Fichtelgebirge | Kaiserhammer Forst-West                            | 4,4137        | nach 1994            |                                                                                                   | bestand im Februar 1995 noch                                                                                       |
| Oberfranken      | Landkreis Wunsiedel im Fichtelgebirge | Kaiserhammer Forst-Ost                             | 8,01          | 1. Januar 2025       | Stadt Hohenberg an der Eger und Markt Thierstein                                                  | |
| Oberfranken      | Landkreis Wunsiedel im Fichtelgebirge | Meierhöfer Seite                                   | 2,97          | 1. Januar 2025       | Stadt Weißenstadt                                                                                 | |
| Oberfranken      | Landkreis Wunsiedel im Fichtelgebirge | Selber Forst                                       | 17,97         | 1. April 2013        | Stadt Selb                                                                                        | |
| Oberfranken      | Landkreis Wunsiedel im Fichtelgebirge | Weißenstadter Forst-Nord                           | 5,45          | 1. Januar 2025       | Stadt Weißenstadt                                                                                 | |
| Oberfranken      | Landkreis Wunsiedel im Fichtelgebirge | Weißenstadter Forst-Süd                            | 15,11         | 1. Januar 2025       | Stadt Weißenstadt                                                                                 | |
| Oberpfalz        | Landkreis Amberg-Sulzbach             | Bärnhofer Wald                                     | 4,9733        | 1. Januar 2003       | Markt Königstein, Markt Neuhaus an der Pegnitz und Gemeinde Hirschbach                            | |
| Oberpfalz        | Landkreis Amberg-Sulzbach             | Freihölser Forst                                   | 9,1701        | 1. März 2005         | Gemeinde Ebermannsdorf                                                                            | Teile (0,0339 km²) gingen auch in den Landkreis Schwandorf                                                         |
| Oberpfalz        | Landkreis Amberg-Sulzbach             | Friedrichsberg                                     |               | 1. Januar 1989       | Gemeinde Freudenberg                                                                              | |
| Oberpfalz        | Landkreis Amberg-Sulzbach             | Gunzlohe                                           |               | nach 1971            |                                                                                                   | Teile wurden 1972 in den Landkreis Neustadt an der Waldnaab umgegliedert, gehörte zum Landkreis Amberg             |
| Oberpfalz        | Landkreis Amberg-Sulzbach             | Hainstetter Wald                                   | 4,4955        | 1. Januar 2002       | Gemeinde Freudenberg, Stadt Hirschau und Stadt Schnaittenbach                                     | |
| Oberpfalz        | Landkreis Amberg-Sulzbach             | Heißing-Bärenschlag                                |               | 1. Januar 1984       | Markt Freihung, Gemeinde Weiherhammer (Landkreis Neustadt an der Waldnaab)                        | |
| Oberpfalz        | Landkreis Amberg-Sulzbach             | Herzogswald                                        |               | nach 1972            |                                                                                                   | gehörte bis 1972 zum Landkreis Eschenbach in der Oberpfalz                                                         |
| Oberpfalz        | Landkreis Amberg-Sulzbach             | Hirschwald                                         | 19,5643       | 1. September 2015    | Gemeinden Ensdorf, Hohenburg, Kümmersbruck und Ursensollen                                        | |
| Oberpfalz        | Landkreis Amberg-Sulzbach             | Langenbruck                                        |               | nach 1971            |                                                                                                   | Teile wurden 1972 in den Landkreis Neustadt an der Waldnaab umgegliedert, gehörte zum Landkreis Amberg             |
| Oberpfalz        | Landkreis Amberg-Sulzbach             | Leiten und Schottenbühl                            |               | 1. Januar 1989       | Markt Kastl                                                                                       | gehörte bis 1972 zum Landkreis Neumarkt in der Oberpfalz                                                           |
| Oberpfalz        | Landkreis Amberg-Sulzbach             | Neudorfer Wald                                     |               | 1. Januar 1989       | Stadt Schnaittenbach                                                                              | gehörte bis 1972 zum Landkreis Neustadt an der Waldnaab                                                            |
| Oberpfalz        | Landkreis Amberg-Sulzbach             | Neunaigener Forst                                  |               | nach 1972            |                                                                                                   | gehörte bis 1972 zum Landkreis Nabburg                                                                             |
| Oberpfalz        | Landkreis Amberg-Sulzbach             | Ober- und Unterwald                                | 5,7671        | 1. Januar 2003       | Markt Königstein und Gemeinde Hirschbach                                                          | |
| Oberpfalz        | Landkreis Amberg-Sulzbach             | Obere Wagensaß                                     | 3,4319 1      | 1. Januar 1992       | Stadt Sulzbach-Rosenberg                                                                          | |
| Oberpfalz        | Landkreis Amberg-Sulzbach             | Pommershofer Berge                                 |               | nach 1971            |                                                                                                   | Teile wurden 1972 in den Landkreis Neustadt an der Waldnaab umgegliedert, gehörte zum Landkreis Sulzbach-Rosenberg |
| Oberpfalz        | Landkreis Amberg-Sulzbach             | Röthelweiler                                       |               | nach 1971            |                                                                                                   | Teile wurden 1972 in den Landkreis Neustadt an der Waldnaab umgegliedert, gehörte zum Landkreis Amberg             |
| Oberpfalz        | Landkreis Amberg-Sulzbach             | Tannach                                            |               | 1. Januar 1989       | Gemeinde Freudenberg                                                                              | |
| Oberpfalz        | Landkreis Amberg-Sulzbach             | Taubenbacher Forst                                 | 13,2721       | nach 1. Oktober 1966 | Gemeinden Ensdorf, Hohenburg und Rieden                                                           | |
| Oberpfalz        | Landkreis Amberg-Sulzbach             | Untere Wagensaß                                    | 1,1865 1      | 1. Januar 1992       | Stadt Sulzbach-Rosenberg                                                                          | |
| Oberpfalz        | Landkreis Amberg-Sulzbach             | Wellucker Wald                                     | 7,6698        | 1. Januar 2003       | Stadt Auerbach in der Oberpfalz und Markt Neuhaus an der Pegnitz                                  | gehörte bis 1972 zum Landkreis Eschenbach in der Oberpfalz                                                         |
| Oberpfalz        | Landkreis Cham                        | Arnsteiner Forst                                   |               | 1. Januar 1985       | Stadt Waldmünchen                                                                                 | |
| Oberpfalz        | Landkreis Cham                        | Buchwalli und Hochalohe                            |               | 1. Januar 1985       | Stadt Waldmünchen                                                                                 | |
| Oberpfalz        | Landkreis Cham                        | Einsiedler und Walderbacher Forst                  | 18,70         | 1. November 2013     | Gemeinden Reichenbach und Walderbach                                                              | aus dem Landkreis Schwandorf                                                                                       |
| Oberpfalz        | Landkreis Cham                        | Hoher Bogen                                        | 6,7711        | 1. Januar 1985       | Markt Neukirchen beim Heiligen Blut und Gemeinde Rimbach                                          | |
| Oberpfalz        | Landkreis Cham                        | Östlicher Neubäuer Forst                           | 15,71         | 1. Januar 2017       | Stadt Roding und Gemeinde Walderbach                                                              | aus dem Landkreis Schwandorf                                                                                       |
| Oberpfalz        | Landkreis Cham                        | Prosdorfer Forst                                   |               | 1. Januar 1988       | Stadt Waldmünchen                                                                                 | |
| Oberpfalz        | Landkreis Cham                        | Vorderer und Hinterer Gleßling und Herzogauer Berg |               | 1. Juli 1986         | Stadt Waldmünchen                                                                                 | |
| Oberpfalz        | Landkreis Neumarkt in der Oberpfalz   | Grafenbucher Forst                                 | 5,510467      | 1. Januar 2007       | Markt Lauterhofen                                                                                 | |
| Oberpfalz        | Landkreis Neustadt an der Waldnaab    | Altenstädter Wald                                  | 7,3295 1      | 1. Januar 1991       | Markt Parkstein, kreisfreie Stadt Weiden in der Oberpfalz und Gemeinde Altenstadt an der Waldnaab | |
| Oberpfalz        | Landkreis Neustadt an der Waldnaab    | Bauernschlag-Unterwald                             |               | 1. Januar 1986       | Stadt Eschenbach in der Oberpfalz, Markt Kirchenthumbach, Gemeinde Schlammersdorf                 | |
| Oberpfalz        | Landkreis Neustadt an der Waldnaab    | Fuchsenberg-Krenn                                  |               | 1. Januar 1989       | Stadt Pleystein                                                                                   | |
| Oberpfalz        | Landkreis Neustadt an der Waldnaab    | Haselstein                                         | 3,1408 1      | 1. Oktober 1991      | Markt Floß und Gemeinde Flossenbürg                                                               | |
| Oberpfalz        | Landkreis Neustadt an der Waldnaab    | Heinersreuther Forst                               | 5,88          | 1. Juni 2023         | Markt Kirchenthumbach                                                                             | Teile gingen auch in den Landkreis Bayreuth im Regierungsbezirk Oberfranken                                        |
| Oberpfalz        | Landkreis Neustadt an der Waldnaab    | Hellerberg                                         |               | 1. Januar 1986       | Gemeinde Speinshart                                                                               | |
| Oberpfalz        | Landkreis Neustadt an der Waldnaab    | Kaar                                               |               | 1. Januar 1986       | Stadt Vohenstrauß, Markt Moosbach                                                                 | |
| Oberpfalz        | Landkreis Neustadt an der Waldnaab    | Michlbach                                          | 1,4122        | 1. August 2013       | Markt Moosbach und Stadt Vohenstrauß                                                              | |
| Oberpfalz        | Landkreis Neustadt an der Waldnaab    | Mitterberg                                         | 10,01         | 1. Oktober 2007      | Stadt Pleystein, Gemeinde Georgenberg und Markt Waidhaus                                          | |
| Oberpfalz        | Landkreis Neustadt an der Waldnaab    | Neuenhammer                                        | 16,4793       | nach 1997            |                                                                                                   | bestand im September 1997 noch                                                                                     |
| Oberpfalz        | Landkreis Neustadt an der Waldnaab    | Oeder Wald                                         |               | 1. Januar 1985       | Markt Parkstein, Gemeinde Kirchendemenreuth                                                       | |
| Oberpfalz        | Landkreis Neustadt an der Waldnaab    | Pressather Wald                                    | 18,2987       | nach 1997            |                                                                                                   | bestand im September 1997 noch                                                                                     |
| Oberpfalz        | Landkreis Neustadt an der Waldnaab    | Rabenholz-Kahr                                     |               | 1. Juli 1987         | Stadt Neustadt an der Waldnaab, Gemeinde Kirchendemenreuth                                        | |
| Oberpfalz        | Landkreis Neustadt an der Waldnaab    | Rauher Kulm                                        |               | 1. Januar 1986       | Stadt Neustadt am Kulm                                                                            | |
| Oberpfalz        | Landkreis Neustadt an der Waldnaab    | Schwander Forst                                    | 4,9398        | nach 1997            |                                                                                                   | bestand im September 1997 noch                                                                                     |
| Oberpfalz        | Landkreis Neustadt an der Waldnaab    | Steinbruck                                         | 1,73 1        | 1. Oktober 1991      | Markt Floß                                                                                        | |
| Oberpfalz        | Landkreis Neustadt an der Waldnaab    | Sulzberg                                           |               | 1. Juli 1988         | Markt Waidhaus, Gemeinde Georgenberg                                                              | |
| Oberpfalz        | Landkreis Neustadt an der Waldnaab    | Tännesberger Wald                                  |               | 1. Januar 1986       | Märkte Moosbach und Tännesberg                                                                    | |
| Oberpfalz        | Landkreis Neustadt an der Waldnaab    | Truppenübungsplatz Grafenwöhr                      | 226           | 1. Juli 1978         | Stadt Grafenwöhr                                                                                  | |
| Oberpfalz        | Landkreis Regensburg                  | Frauenholz                                         |               | 1. Januar 1984       | Gemeinde Tegernheim                                                                               | |
| Oberpfalz        | Landkreis Regensburg                  | Gailenberg                                         |               | 1. Januar 1988       | Markt Regenstauf                                                                                  | |
| Oberpfalz        | Landkreis Regensburg                  | Pielenhofer Wald links der Naab                    | 3,8337        | nach 1997            |                                                                                                   | bestand im September 1997 noch                                                                                     |
| Oberpfalz        | Landkreis Regensburg                  | Pielenhofer Wald rechts der Naab                   | 5,39          | 1. Januar 2014       | Märkte Laaber und Nittendorf sowie Gemeinden Brunn und Duggendorf                                 | gehörte bis 1972 zum Landkreis Parsberg                                                                            |
| Oberpfalz        | Landkreis Regensburg                  | Schwaighauser Forst                                | 16,18         | 1. Oktober 2009      | Märkte Lappersdorf und Regenstauf, Gemeinden Pielenhofen und Wolfsegg                             | |
| Oberpfalz        | Landkreis Regensburg                  | Thon                                               |               | nach 1971            |                                                                                                   | gehörte bis 1972 zum Landkreis Parsberg                                                                            |
| Oberpfalz        | Landkreis Regensburg                  | Waxenberger Forst West                             | 15,06         | 1. Juli 2000         | Stadt Wörth an der Donau, Gemeinde Rettenbach                                                     | entstand 1972 durch Teilung des Waxenberger Forsts                                                                 |
| Oberpfalz        | Landkreis Schwandorf                  | Bodenwöhrer Forst                                  | 4,92          | 1. November 2006     | Märkte Bruck in der Oberpfalz und Neukirchen-Balbini sowie Gemeinde Bodenwöhr                     | |
| Oberpfalz        | Landkreis Schwandorf                  | Burglengenfelder Forst                             | 8,9822        | nach 1994            |                                                                                                   | bestand im Februar 1995 noch                                                                                       |
| Oberpfalz        | Landkreis Schwandorf                  | Einsiedler und Walderbacher Forst                  | 18,70         | 1. November 2013     | Markt Bruck in der Oberpfalz und Stadt Nittenau                                                   | Teile gingen auch in den Landkreis Cham                                                                            |
| Oberpfalz        | Landkreis Schwandorf                  | Freihölser Forst                                   | 9,1701        | 1. März 2005         | Gemeinde Fensterbach                                                                              | aus dem Landkreis Amberg-Sulzbach                                                                                  |
| Oberpfalz        | Landkreis Schwandorf                  | Kaspeltshuber Forst                                |               | nach 1971            |                                                                                                   | gehörte bis 1972 zum Landkreis Roding                                                                              |
| Oberpfalz        | Landkreis Schwandorf                  | Kreither Forst                                     |               | nach 1971            |                                                                                                   | gehörte bis 1972 zum Landkreis Amberg                                                                              |
| Oberpfalz        | Landkreis Schwandorf                  | Östlicher Neubäuer Forst                           | 15,71         | 1. Januar 2017       | Märkte Bruck in der Oberpfalz und Neukirchen-Balbini                                              | Teile gingen auch in den Landkreis Cham                                                                            |
| Oberpfalz        | Landkreis Tirschenreuth               | Ahornberger Forst                                  | 3,82          | 1. September 2008    | Gemeinde Immenreuth                                                                               | |
| Oberpfalz        | Landkreis Tirschenreuth               | Fichter und Heid                                   | 6,7147        | 1. Juli 1997         | Stadt Tirschenreuth                                                                               | |
| Oberpfalz        | Landkreis Tirschenreuth               | Flötz                                              | 3,47          | 1. September 2008    | Gemeinde Immenreuth                                                                               | |
| Oberpfalz        | Landkreis Tirschenreuth               | Hessenreuther Forst                                | 8,81          | 1. April 2002        | Städte Erbendorf und Kemnath sowie Gemeinde Kastl                                                 | |
| Oberpfalz        | Landkreis Tirschenreuth               | Lenauer Forst                                      | 5,08          | 1. Januar 2017       | Gemeinden Brand, Immenreuth und Kulmain                                                           | |
| Oberpfalz        | Landkreis Tirschenreuth               | Nördlicher Steinwald                               | 11,5108       | 1. Juli 2000         | Pullenreuth, Erbendorf, Waldershof                                                                | |
| Oberpfalz        | Landkreis Tirschenreuth               | Südlicher Steinwald                                | 10,889        | 1. Juli 2000         | Pullenreuth, Erbendorf, Kemnath                                                                   | |
| Schwaben         | Landkreis Aichach-Friedberg           | Ebenrieder Forst                                   | 2,5551        | 1. Januar 1980       | Pöttmes                                                                                           | |
| Schwaben         | Landkreis Aichach-Friedberg           | Landmannsdorfer Forst                              |               | 1. Januar 1980       | Adelzhausen, Eurasburg, Friedberg                                                                 | |
| Schwaben         | Landkreis Augsburg                    | Rauher Forst                                       | 1913,69       | 1. Oktober 1991      | Gemeinden Adelsried, Aystetten, Diedorf und Horgau sowie Städte Gersthofen und Neusäß             | |
| Schwaben         | Landkreis Augsburg                    | Edenhauser Forst                                   |               | 1. Januar 1980       | Thierhaupten                                                                                      | |
| Schwaben         | Landkreis Augsburg                    | Weisinger Forst                                    |               | 1. Januar 1987       | Altenmünster, Holzheim                                                                            | gehörte bis 1972 zum Landkreis Wertingen                                                                           |
| Schwaben         | Landkreis Augsburg                    | Weldishofer Halde                                  |               | 1. Januar 1981       | Altenmünster                                                                                      | gehörte bis 1972 zum Landkreis Wertingen                                                                           |
| Schwaben         | Landkreis Donau-Ries                  | Brand                                              | 2,17          | 1. Juli 2014         | Gemeinden Holzheim und Münster                                                                    | gehörte bis 1972 zum Landkreis Neuburg an der Donau                                                                |
| Schwaben         | Landkreis Günzburg                    | Buch                                               | 4,4795        | vor 1990             |                                                                                                   | gehörte bis 1972 zum Landkreis Krumbach (Schwaben)                                                                 |
| Schwaben         | Landkreis Günzburg                    | Ettenbeurer Wald                                   | 4,0487        | vor 1990             | Gemeinde Kammeltal                                                                                | |
| Schwaben         | Landkreis Günzburg                    | Galgenforst                                        | 2,3712        | vor 1990             | Gemeinde Kammeltal                                                                                | |
| Schwaben         | Landkreis Günzburg                    | Großer Buchwald                                    | 4,9884        | vor 1990             |                                                                                                   | gehörte bis 1972 zum Landkreis Krumbach (Schwaben)                                                                 |
| Schwaben         | Landkreis Günzburg                    | Lettenberg                                         | 2,0917        | vor 1990             |                                                                                                   | gehörte bis 1972 zum Landkreis Krumbach (Schwaben)                                                                 |
| Schwaben         | Landkreis Günzburg                    | Rohrer Wald                                        | 2,9016        | vor 1990             | Gemeinde Kammeltal                                                                                | |
| Schwaben         | Landkreis Neu-Ulm                     | Grafenwald                                         | 1,9963        | 1. Januar 1979       | Markt Altenstadt                                                                                  | gehörte bis 1972 zum Landkreis Illertissen                                                                         |
| Schwaben         | Landkreis Neu-Ulm                     | Reudelberg                                         | 0,7910        | 1. Januar 2000       | Gemeinde Bellenberg, Stadt Illertissen, Stadt Vöhringen und Stadt Weißenhorn                      | gehörte bis 1972 zum Landkreis Illertissen                                                                         |
| Unterfranken     | Landkreis Aschaffenburg               | Geiselbacher Forst                                 | 4,2302        | 1. Januar 2015       | Gemeinden Geiselbach und Westerngrund                                                             | |
| Unterfranken     | Landkreis Aschaffenburg               | Huckelheimer Wald                                  | 6,7283        | 1. Januar 2019       | Gemeinden Kleinkahl und Westerngrund                                                              | |
| Unterfranken     | Landkreis Aschaffenburg               | Krausenbacher Forst                                | 14,4453       | 1. Januar 2008       | Gemeinde Dammbach                                                                                 | |
| Unterfranken     | Landkreis Aschaffenburg               | Schmerlenbacher Wald                               | 2,7753        | 1. Januar 1980       | Hösbach                                                                                           | |
| Unterfranken     | Landkreis Bad Kissingen               | Eckartser Hart und Fondsberg                       | 0,803         | 1. Januar 2006       | Zeitlofs                                                                                          | |
| Unterfranken     | Landkreis Bad Kissingen               | Euerdorfer Forst                                   | 5,5153        | 1. Januar 2001       | Bad Kissingen, Aura a.d.Saale                                                                     | |
| Unterfranken     | Landkreis Bad Kissingen               | Forst Detter-Nord                                  |               | 1. Januar 1995       | Markt Zeitlofs                                                                                    | |
| Unterfranken     | Landkreis Bad Kissingen               | Großer Auersberg                                   | 4,67          | 1. Januar 2024       | Gemeinde Riedenberg und Markt Wildflecken                                                         | |
| Unterfranken     | Landkreis Bad Kissingen               | Hundsfeld                                          |               | 1. Juli 1972         | Stadt Hammelburg                                                                                  | gehörte zum Landkreis Hammelburg                                                                                   |
| Unterfranken     | Landkreis Bad Kissingen               | Klauswald-Nord                                     | 8,1055        | 1. Januar 1997       | Bad Bocklet                                                                                       | |
| Unterfranken     | Landkreis Bad Kissingen               | Klauswald-Süd                                      | 10,414        | 1. Januar 2002       | Bad Kissingen, Bad Bocklet, Burkardroth                                                           | |
| Unterfranken     | Landkreis Bad Kissingen               | Rupbodener Forst                                   |               | 1. Januar 1995       | Markt Zeitlofs                                                                                    | |
| Unterfranken     | Landkreis Bad Kissingen               | Salzforst                                          | 8,6578        | 1. Januar 1997       | Burkardroth                                                                                       | |
| Unterfranken     | Landkreis Haßberge                    | Bramberger Wald                                    |               | 1. Januar 1992       | Städte Königsberg in Bayern und Ebern                                                             | |
| Unterfranken     | Landkreis Haßberge                    | Fabrik-Schleichacher Forst-Nordost                 | 11,0294       | nach 2002            |                                                                                                   | bestand im September 2002 noch                                                                                     |
| Unterfranken     | Landkreis Haßberge                    | Fabrik-Schleichacher Forst-Südwest                 | 3,061         | nach 2002            |                                                                                                   | bestand im September 2002 noch                                                                                     |
| Unterfranken     | Landkreis Haßberge                    | Markertsgrüner Forst-Ost                           | 3,1972        | nach 1997            |                                                                                                   | bestand im September 1997 noch                                                                                     |
| Unterfranken     | Landkreis Haßberge                    | Markertsgrüner Forst-West                          | 7,2715        | nach 1997            |                                                                                                   | bestand im September 1997 noch                                                                                     |
| Unterfranken     | Landkreis Haßberge                    | Neuhauser Forst                                    | 11,3987       | nach 2002            |                                                                                                   | bestand im September 2002 noch                                                                                     |
| Unterfranken     | Landkreis Haßberge                    | Rottensteiner Forst                                | 14,5016       | nach 1994            |                                                                                                   | bestand im Februar 1995 noch                                                                                       |
| Unterfranken     | Landkreis Haßberge                    | Zeller Forst-West                                  | 10,9093       | nach 2002            |                                                                                                   | bestand im September 2002 noch                                                                                     |
| Unterfranken     | Landkreis Kitzingen                   | Obersambacher Wald                                 |               | nach 1971            |                                                                                                   | gehörte bis 1972 zum Landkreis Gerolzhofen                                                                         |
| Unterfranken     | Landkreis Kitzingen                   | Limpurgerforst                                     |               | nach 1971            |                                                                                                   | gehörte bis 1972 zum Landkreis Scheinfeld                                                                          |
| Unterfranken     | Landkreis Main-Spessart               | Bischbrunner Forst                                 | 28,25         | 1. Januar 2009       | Gemeinde Bischbrunn                                                                               | Teile des gemeindefreien Gebiets wurde zum 1. Juli 1972 in den Landkreis Miltenberg umgegliedert                   |
| Unterfranken     | Landkreis Main-Spessart               | Michelriether Forst                                | 2,94          | 1. Januar 2008       | Gemeinde Esselbach (Gemarkung Kredenbach) Gemeinde Schollbrunn (Gemarkung Michelrieth)            | |
| Unterfranken     | Landkreis Main-Spessart               | Rothenberg                                         | 5,18          | 1. Januar 2014       | Gemeinde Rechtenbach                                                                              | |
| Unterfranken     | Landkreis Miltenberg                  | Altenbucher Forst                                  | 24,51         | 1. Januar 2008       | Gemeinde Altenbuch                                                                                | gehörte bis 1972 zum Landkreis Marktheidenfeld                                                                     |
| Unterfranken     | Landkreis Miltenberg                  | Hohe Berg                                          | 0,615         | 1. Januar 2008       | Stadt Erlenbach am Main                                                                           | |
| Unterfranken     | Landkreis Miltenberg                  | Hoher Berg                                         | 3,31          | 1. Januar 2008       | Gemeinde Altenbuch                                                                                | gehörte bis 1972 zum Landkreis Marktheidenfeld                                                                     |
| Unterfranken     | Landkreis Miltenberg                  | Kollenberger Forst                                 | 2,72          | 1. Januar 2009       | Gemeinden Collenberg und Dorfprozelten                                                            | gehörte bis 1972 zum Landkreis Marktheidenfeld                                                                     |